# 樺太庁警察部

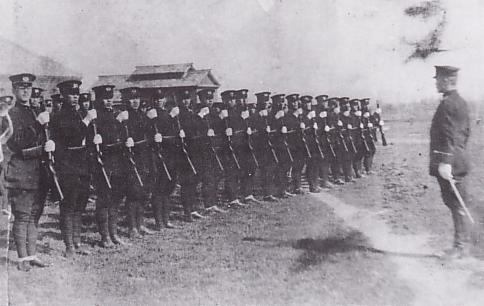
騎銃を装備して軍事教練を受ける樺太庁警察官（国境警察隊）
（ソ連と国境を接している特殊事情から他府県警察よりも重武装であった）。

樺太庁警察部（からふとちょうけいさつぶ）は、最終的に戦前の内務省監督下に置かれた樺太庁が設置した府県警察部であり、南樺太を管轄区域とする。従来樺太は共通法でも内地と規定されており、組織面では北海道庁警察部などとほぼ同じである。1945年（昭和20年）8月のソ連対日参戦により、事実上廃止となった。

## 沿革
- 1907年（明治40年）4月 樺太庁を設置。警察事務は第一部が担当。
- 1909年（明治42年）5月 第三部を新設する。
- 1913年（大正2年）12月 警察部に改称。
- 1918年（大正7年）6月 支庁から警察事務を分離し、「警察署」を設ける。
- 1942年（昭和17年）11月 樺太庁は内務省の管轄となる。
- 1943年（昭和18年）3月 内地編入（大正9年勅令第124号廃止）され、樺太庁警察部は府県警察部の一つとなる。
- 1945年（昭和20年）8月 樺太の戦いでソ連軍と交戦。

## 樺太庁警察部の組織
1936年（昭和11年）時点
- 警務課
- 高等警察課
- 保安課
- 刑事課

## 警察署
1941年（昭和16年）時点
- 豊原警察署
- 落合警察署
- 元泊警察署
- 知取警察署
- 敷香警察署
- 大泊警察署
- 留多加警察署
- 本斗警察署
- 真岡警察署
- 野田警察署
- 泊居警察署
- 恵須取警察署